# Норвежки лундехунд
Норвежкият лундехунд (на норвежки: Norsk Lundehund) е порода кучета, произхождаща от Норвегия. Тя сравнително малка порода и принадлежи към групата на шпицовете. На букмол думата „lundehund“ означава „кайрово куче“ и е съставно от думите – „lunde“ – „кайра“ и „hund“ – „куче“.
Лундехундите се използват от повече от 1600 години за лов на кайри по норвежкия бряг. Техните компактни нокти позволяват нападането на гнезда по скали и пещери. Интересът към тези кучета намалял, когато били открити нови методи за лов на кайри. През 1900 те вече можело да се намерят само в село Мостад, Лофотен. Почти изчезват по време на Втората световна война, когато воюващите страни в Окупацията на Норвегия донасят в Мостад болести, покосяващи кучетата. След войната оцеляват само 6 кучета от породата (1 в Мостад и 5 в Хамар), създавайки гърло на бутилка. Започва добро развъждане, което довежда до 1500 – 2000 екземпляра по света днес.
Лундехундът е сравнително малко куче сред шпицовете. Има правоъгълна структура. Муцуната му е средно дълга, а опашката – характерна за шпицовете, завита като колело върху гърба. Ушите са изправени. Козината е двуслойна и двуцветна. Норвежкият лундехунд е полидактил – има 6 нокъта вместо обичайните 4. Това му помага да се катери по стръмните скали на Рьост в търсене на кайрови гнезда.